# JR东日本EV-E801系电力动车组
EV-E801系电力动车组（日语：EV-E801系）是由东日本旅客铁道（JR东日本）自2017年3月4日起在日本北部秋田县男鹿线上运营的一种两节编组电池电力动车组（BEMU） 。

## 概述
该列车源自JR九州（九州旅客铁道）公司开发的实验性819系电池电力动车组，并加以修改以应对秋田县的寒冷气候。
两节编组的EV-E801系列车作为电力动车组（EMU）运行在秋田站至追分站之间13.0公里的奥羽本线的20kV交流架空接触网下；在追分站至男鹿站间26.6公里的非电气化男鹿线轨道上通过电池供电；该车取代車齡已高的KiHa 40系柴油动车组。列车可以在男鹿站停車時通过专门建造的20kV交流充电设施升起受电弓补充电力。
EV-E800系列车配备了锂离子蓄电池，总容量为360千瓦时（电压1,598V），在架空接触网下最高速度为110公里 /小时，在非电气化线路上最高速度为85公里/小时。

## 编组
两辆编组的列车构成如下所示，包括一节控制动力车（“Mc”）和一节控制拖车（“Tc”）。
| 构型                  | Mc        | Tc'       |
| 車型                  | EV-E801形 | EV-E800形 |
| 重量（吨）            | 38.1      | 37.5      |
| 乘客定员（坐席/站立） | 40/129    | 40/127    |

Mc车配备了一具单臂受电弓。

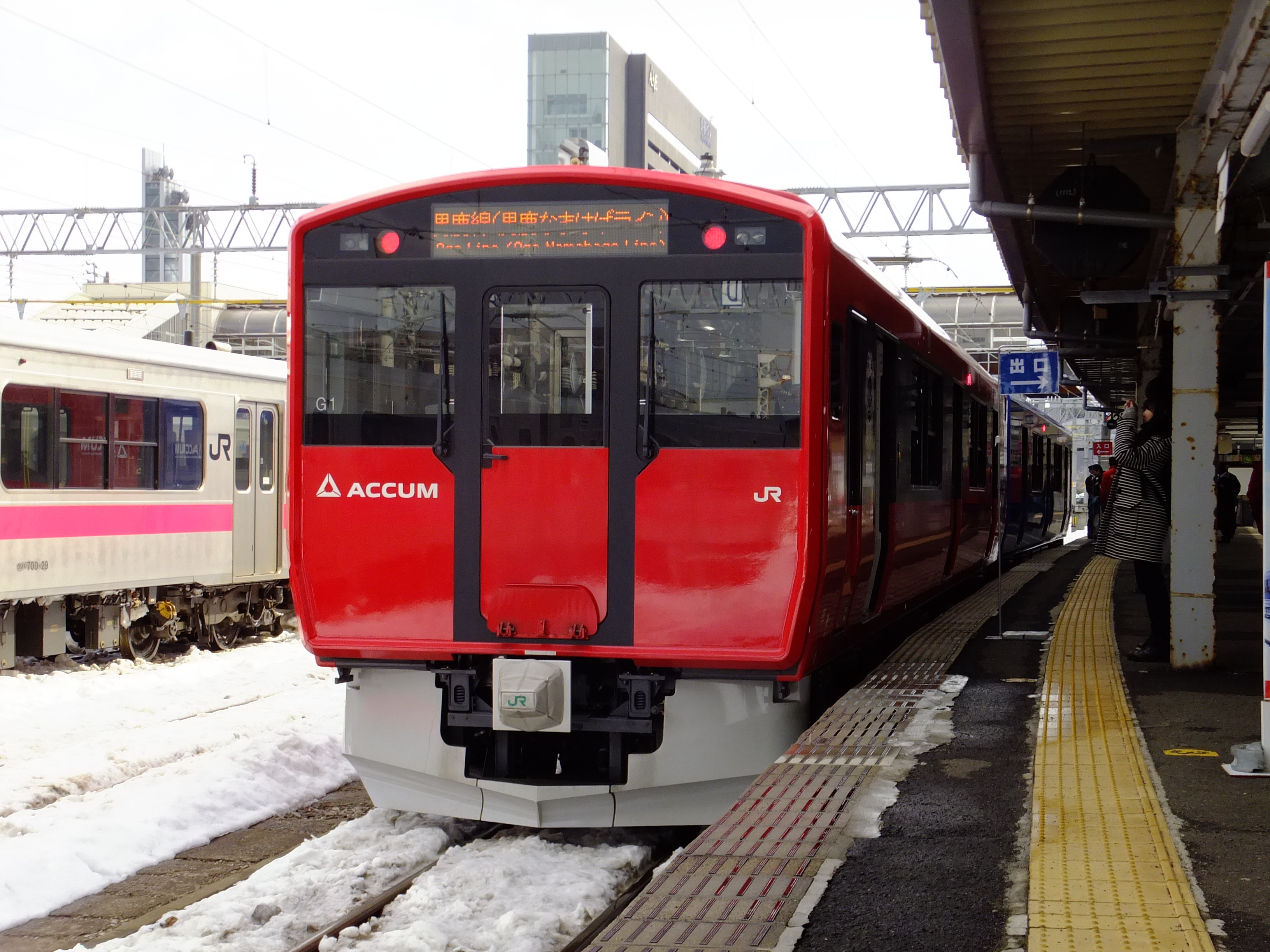
在秋田站展示中的EV-E801-1（控制动力车），摄于2017年2月
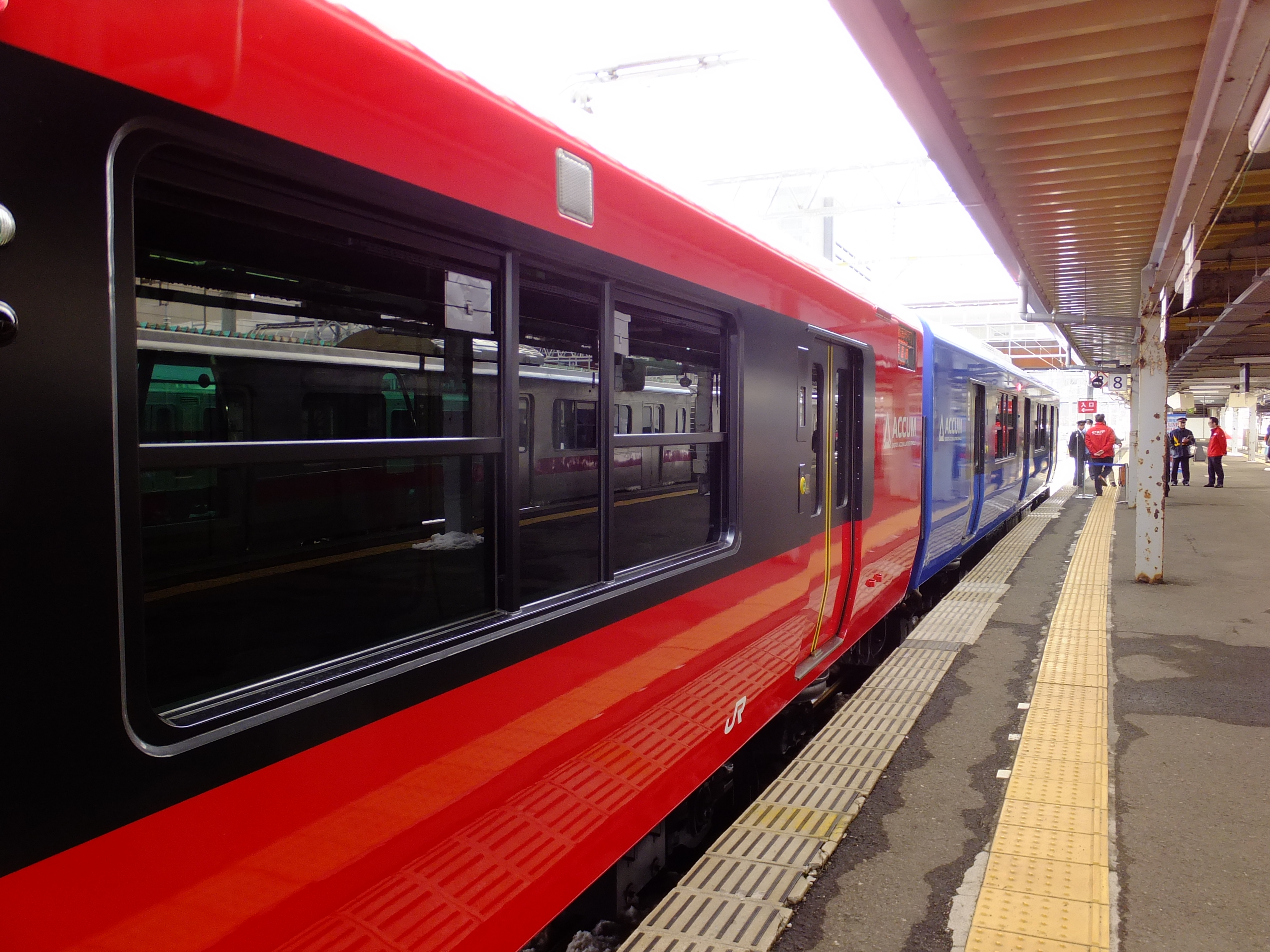
EV-E801-1（近处）和EV-E800-1，2017年2月
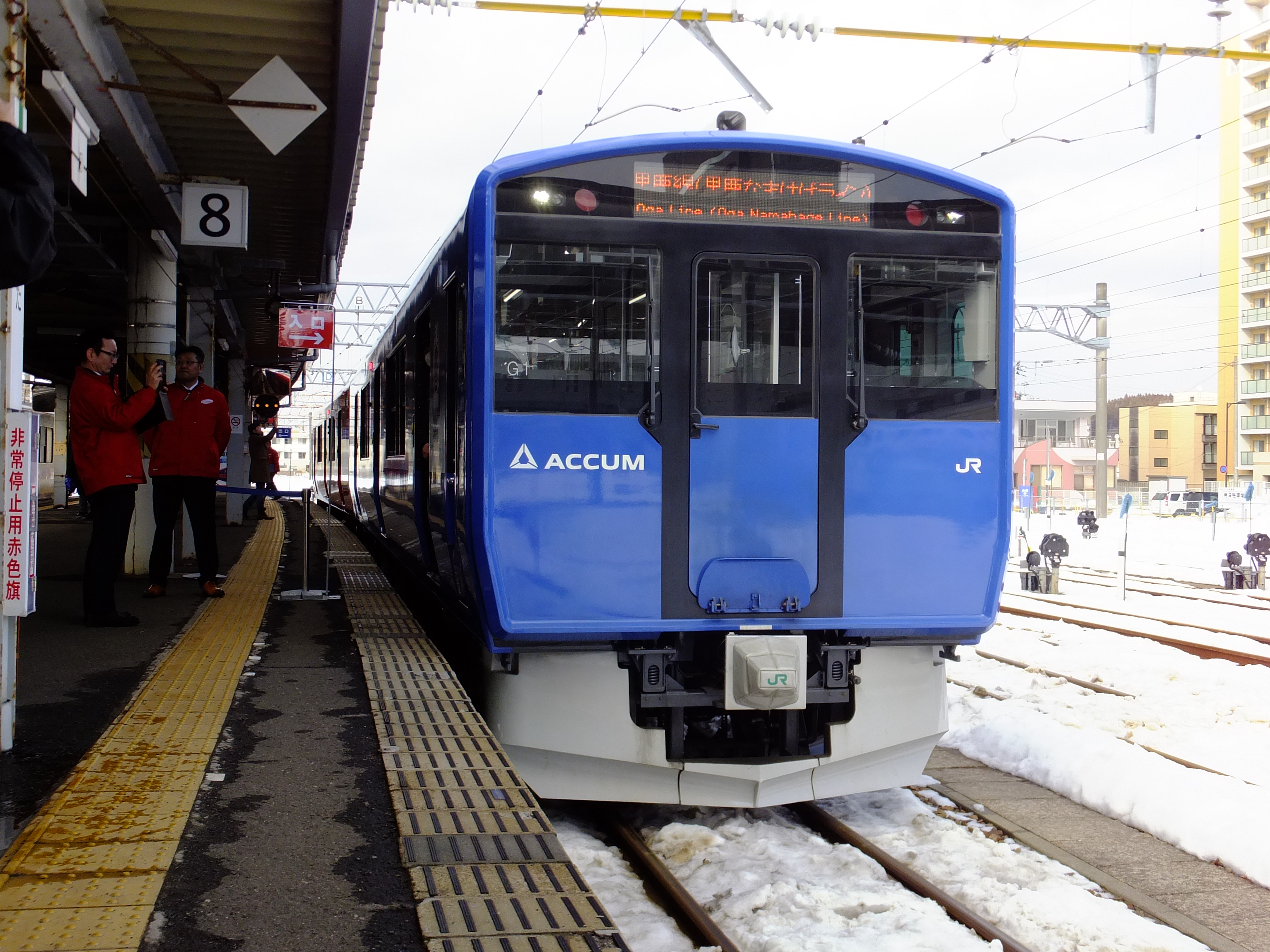
EV-E800-1（控制拖车），摄于2017年2月

## 车内
列车内部全部使用LED照明。座位为纵向长椅。两节车厢都设有厕所。

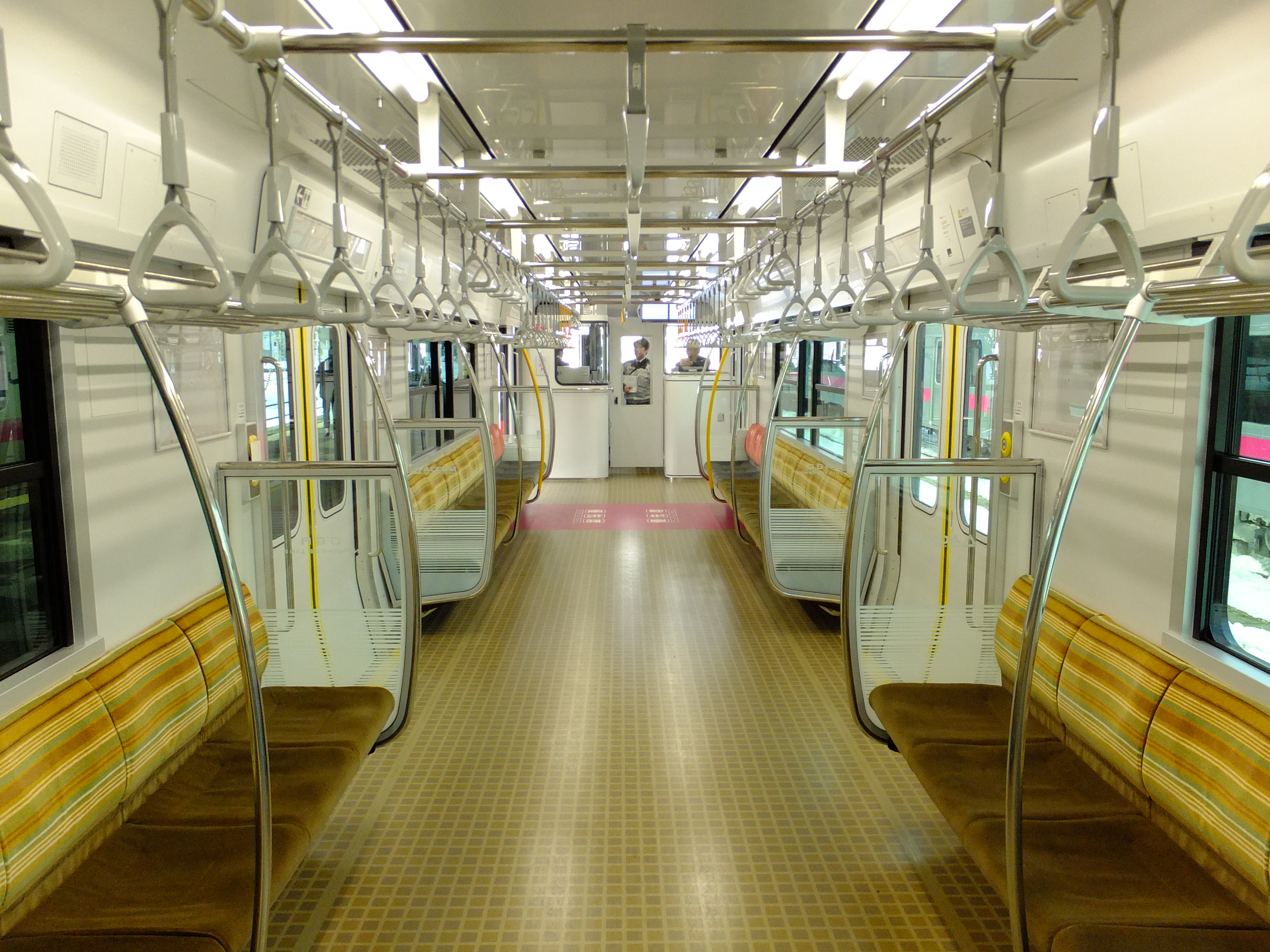
EV-E801-1车厢内部，望向驾驶室方向，摄于2017年2月
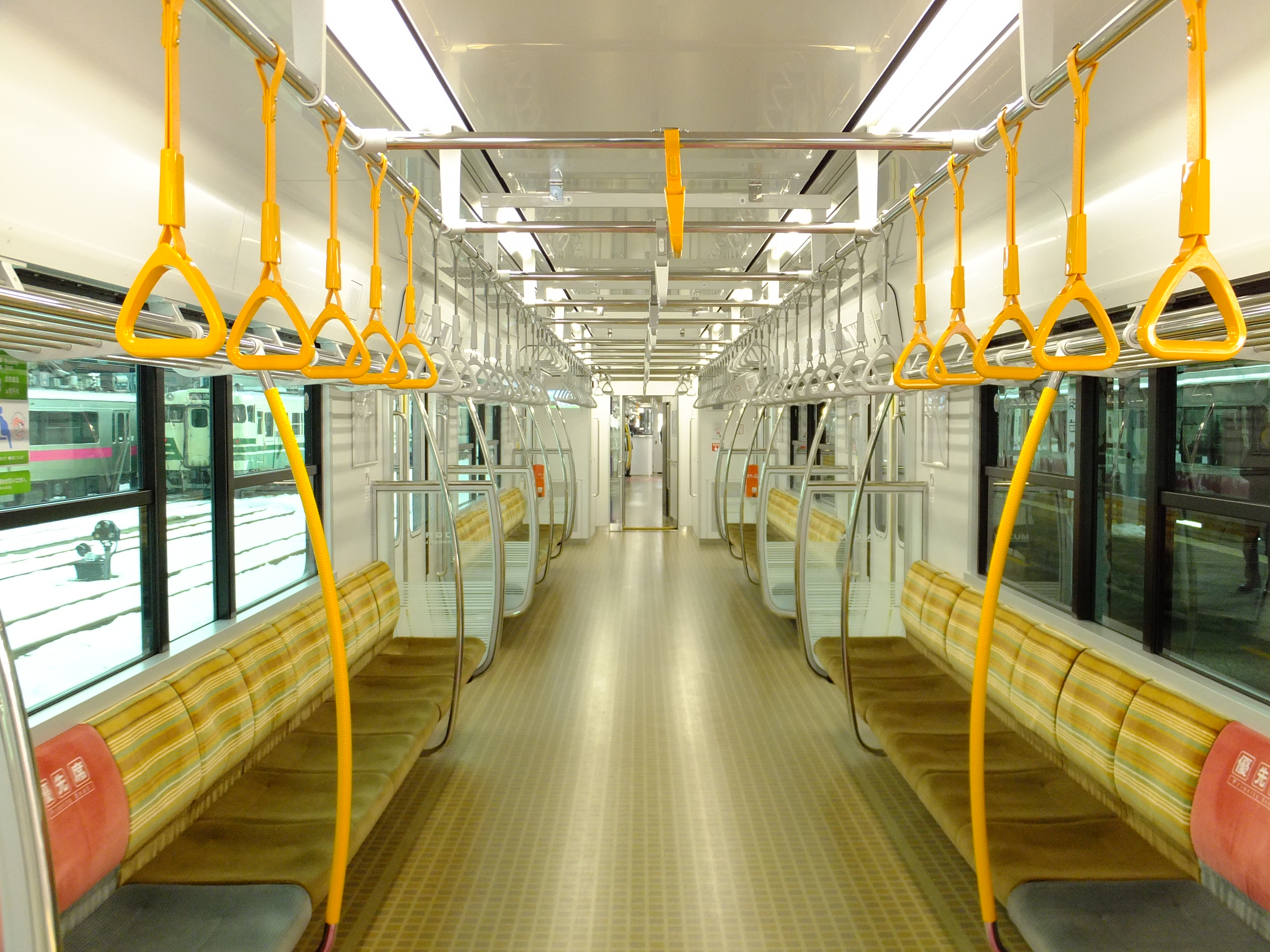
EV-E801-1车厢内部，摄于2017年2月
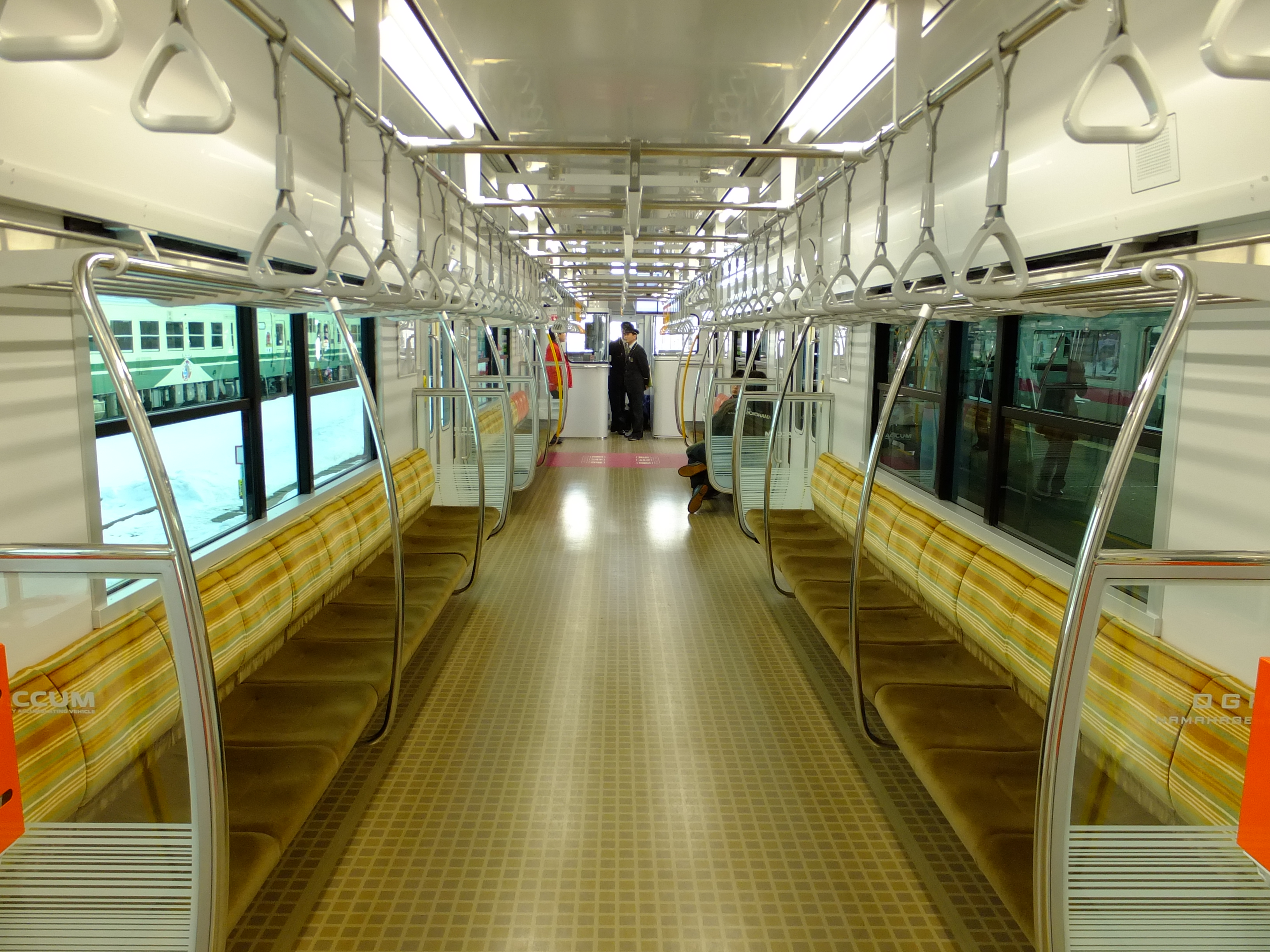
EV-E800-1车厢内部，2017年2月
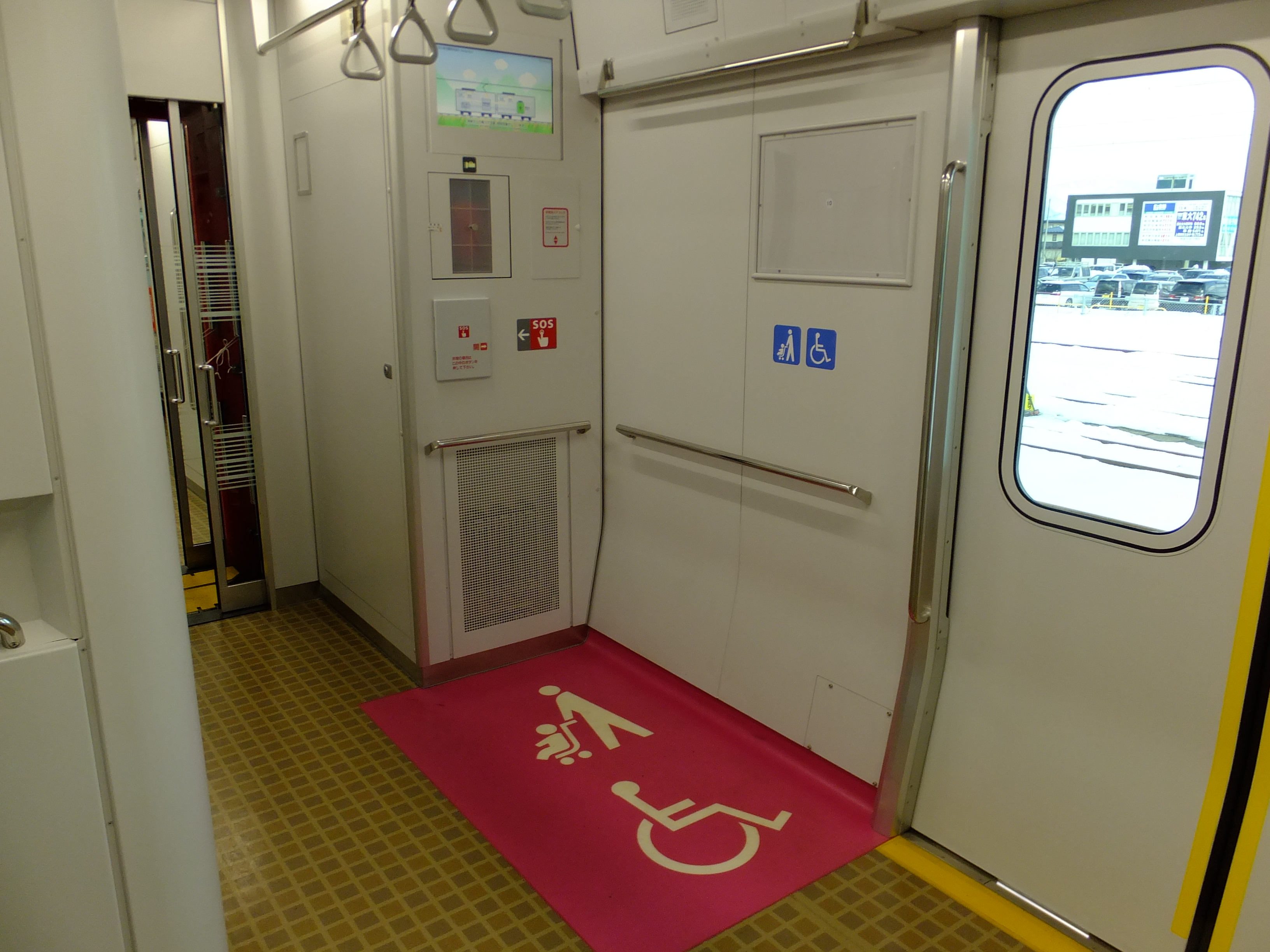
EV-E800-1的轮椅及婴儿车区域，摄于2017年2月
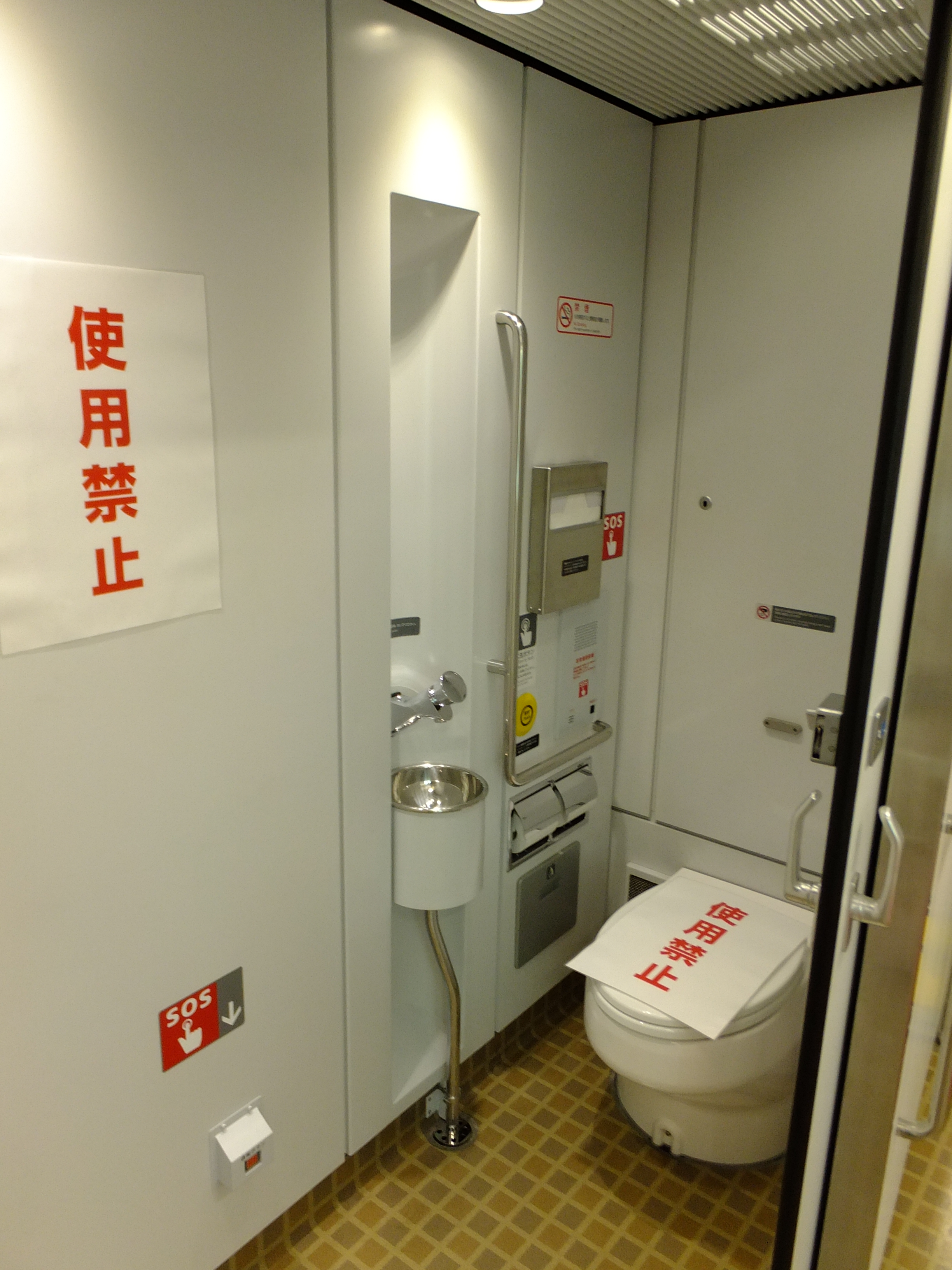
EV-E800-1车内的洗手间，摄于2017年2月
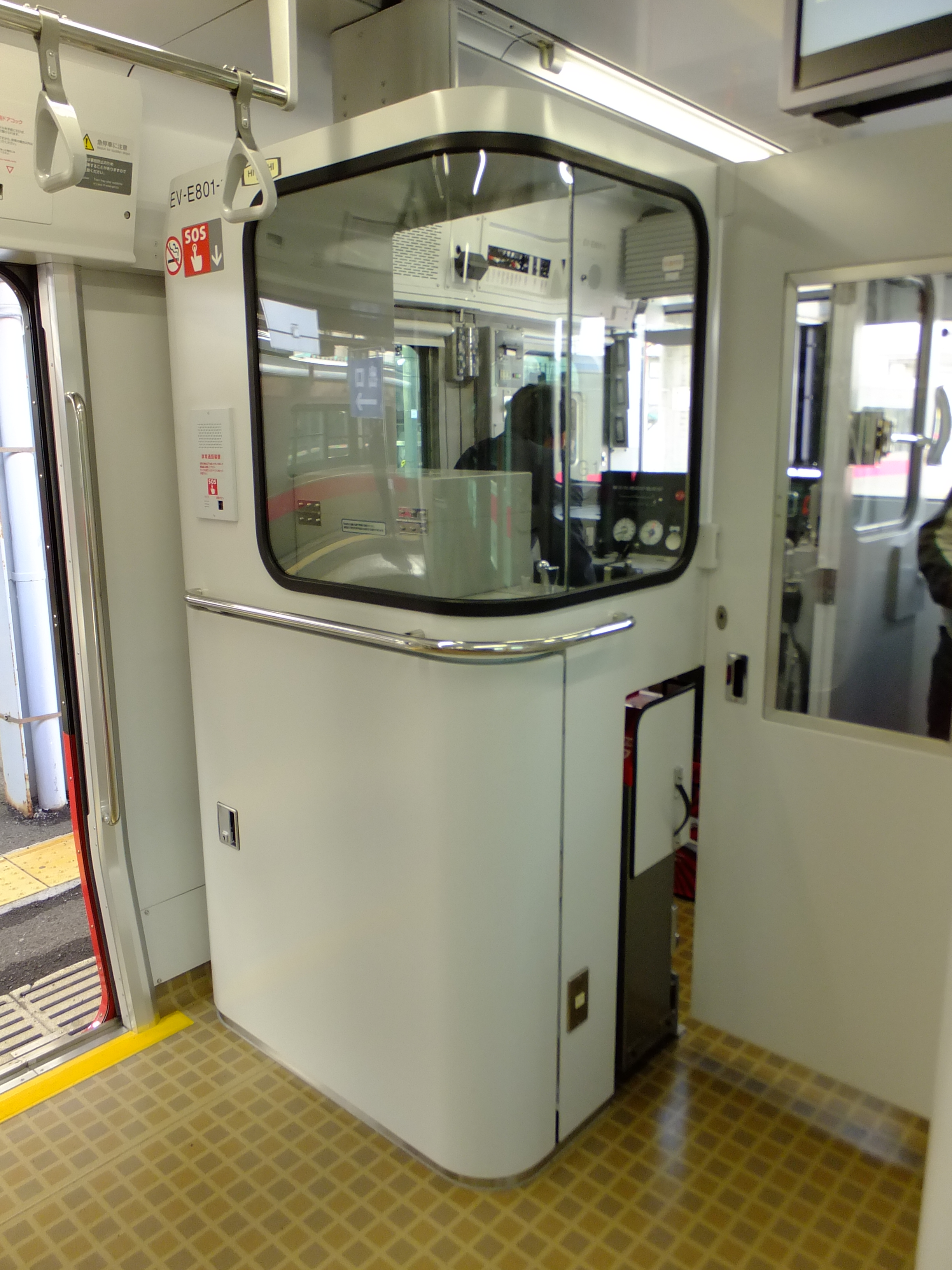
EV-E801-1的驾驶室，摄于2017年2月

## 历史
东日本旅客铁道于2015年11月20日正式发布了新列车的初步细节。该列车将在2017年3月按计划引入营运服务前，在男鹿线上进行评估和测试。
这列2辆编组列车于2016年12月从位于山口县下松市的日立制作所笠户事业所工厂交付秋田综合车辆中心。
2017年3月4日時刻改正，此列新車（編為G1編組）投入服務。營運後一段時間都是在沒有同型車的情況下運行。
到了2021年年初，由於隨後的5編組陸續落成。JR東日本於是在3月13日時刻改正中，讓本型車完全取代在男鹿线上營運的KiHa 40系。
2023年12月，兩個編組在大雪中因電池無法正常供電而受困，由DE10型柴油機車救援。